# Quemusia aquilonia
Espèce
Quemusia aquilonia est une espèce d'araignées aranéomorphes de la famille des Desidae.

## Distribution
Cette espèce est endémique du Queensland en Australie. Elle se rencontre dans les monts Bellenden Ker (en) et sur le mont Fisher et le mont Bartle Frere.

## Description
La carapace de la femelle holotype mesure 2,1 mm de long sur 1,3 mm de large et l'abdomen 2,7 mm de long sur 2,0 mm de large. La carapace du mâle paratype mesure 2,5 mm de long sur 1,6 mm de large et l'abdomen 2,3 mm de long sur 1,4 mm de large.

## Publication originale
- Davies, 1998 : A revision of the Australian metaltellines (Araneae: Amaurobioidea: Amphinectidae: Metaltellinae). Invertebrate Taxonomy, vol. 12, no 2, p. 211-243.